# 台灣青年公民參與協會
台灣青年公民參與協會是一個登記於台灣內政部的全國性社會團體，英文全名為 Taiwan Youth Citizen Association 或 TYCA，外界簡稱「青參會」。 第一屆理事長為陳宥亘。

## 歷史
正式成立於2006年4月9日，台內社字編號0950079027，並在同年陸續於中部、東部各地成立分會。

## 宗旨
其理念為「懷抱夢想、理性選擇、負起責任」， 目的在於建構一個平台，使青年朋友在公民的理念與意識下，能有機會參與公共與青年事務，並藉此推動公民文化的社會而努力。
該協會以公民參與理論(Citizen Participation Theory)作為論述基礎，假定公民是理性並且掌握決策所需的資訊，以公民利益的觀點來參與政治，每個人民對於政策影響力均相同，決策者依民意作為決策基礎，並而提出:
- ◎夢想: 主張青年對於未來要懷抱夢想，保有理念性，而不是只安於穩定，在We Group我群的概念下而努力
- ◎理性: 青年有權決定自己喜好，理性選擇自己的立場或是支持喜歡的人和政策，告別意識形態掛帥的傳統思維
- ◎責任: 青年時時刻刻要負起責任，無論在任何位置，以及自己在理性選擇後所做的決定，都要有負責的態度

## 任務
- 1. 公民文化社會之推動
- 2. 提倡公民意識
- 3. 文化創意產業
- 4. 學生自治組織
- 5. 青年政治參與其他所有關於公共事務、青年事務與公民事務之議題

## 活動
- 1. 總會與各區分會成立
- 2. Ketagalan Fellowship文化創意營隊、青年領袖營隊（2006與2007）
- 3. 2009青年城市願景工作營
- 4. 「學運世代與大胃王」校園座談活動（世新與東吳場）
- 5. 「綠色民主：彈藥庫區的秘密花園」土城看守所不當遷移座談
- 6. 台灣行政院青輔會 2007青年國是會議 地方論壇（東區與北區）
- 7. 企業參訪活動（寶島新聲廣播電台、關貿網路公司）
- 8. 公民沙龍（常態舉辦）
- 9. 「左手工作坊」系列活動